# Altea la Vella
Altea la Vella és una pedania d'Altea, municipi del País Valencià. Aquest municipi de la Marina Baixa va ser l'origen de l'actual Altea.
Està situada a 3,5 km al nord del nucli urbà d'Altea, 3 km al sud de la serra de Bèrnia, 2 km a l'oest de la mar Mediterrània i a 9 km de Callosa d'en Sarrià. A més, té 583 habitants, 2334 habitants en total tenint en compte les urbanitzacions que l'envolten (Alhama i Sierra Altea) (INE 2012).
Altea la Vella celebra festes en honor de Santa Anna, titular de la parròquia (celebrada el 26 de juliol), al llarg de l'any també se celebren les festes Patronals en honor del Crist de la Salut (Diumenge de Septuagèsima. Sol caure entre finals de gener i primera quinzena de febrer), les festes de Santa Bàrbara (4 de desembre) i les festes de la Puríssima Concepció (8 de desembre).

## Història
Altea la Vella, situada dins el terme municipal d'Altea, va tenir entitat pròpia des de l'Edat Mitjana fins al segle xvi. Aquest territori, comprès entre el riu Algar i la serra de Bèrnia, va patir desplaçaments poblacionals i fins i tot buits demogràfics. Les primeres evidències d'ocupació de les terres d'Altea la Vella, tot i que són escasses, ens situen en el Neolític. A partir del s. V dC es va produir una contracció demogràfica, però tot es va revitalitzar en el període andalusí, quan l'alqueria d'Altaia es va convertir en el nucli organitzador del territori. Els cristians li van canviar el nom per "Altea", població des de la qual es va organitzar l'explotació econòmica feudal de nord del riu Algar fins al segle xvi. En aquest període les cases d'Altea van quedar deshabitades fins que al segle xviii altres persones van acudir de nou a viure-hi, a la vila van denominar "Altea la Vella".

## Nucli antic
El centre històric d'Altea la Vella consta de camins empedrats, cases blanques i l'església. Aquesta última està dedicada a la patrona del poble, Santa Anna. A més l'edifici de planta basilical, compta amb una nau central, capelles laterals i una cúpula octogonal. La seva façana és senzilla de caràcter sobri.

## Calvari
El calvari està situat a la cara nord del turó d'Altea la Vella, amb vistes cap a la serra de Bèrnia. Està constituït per un recorregut en ziga-zaga realitzat mitjançant abancalaments del terreny amb murs de maçoneria en sec. Les estacions del viacrucis són de fàbrica amb panells de ceràmica al·legòrics a les fornícules.
Les tres primeres estacions es troben fora del recinte del calvari, una adossada a la façana lateral de l'Església Parroquial de Santa Anna i les altres dues al carrer Cura Llinares.

## Ermita de Santa Bàrbara
Situada a la partida del Cascall va ser consagrada en 1759, però hi ha proves del seu poblament modern des del segle xvii. La façana senzilla amb motllures d'estètica barroca està coronada per una espadanya. La disposició de la nau és transversal a l'altar, amb sagristia adossada i una porxada lateral. Les seves dimensions totals són de 12 per 9 m aproximadament.

Per Altea, les ermites representen un patrimoni d'incalculable valor, envoltades de les més antigues tradicions, conservades fins als nostres dies.

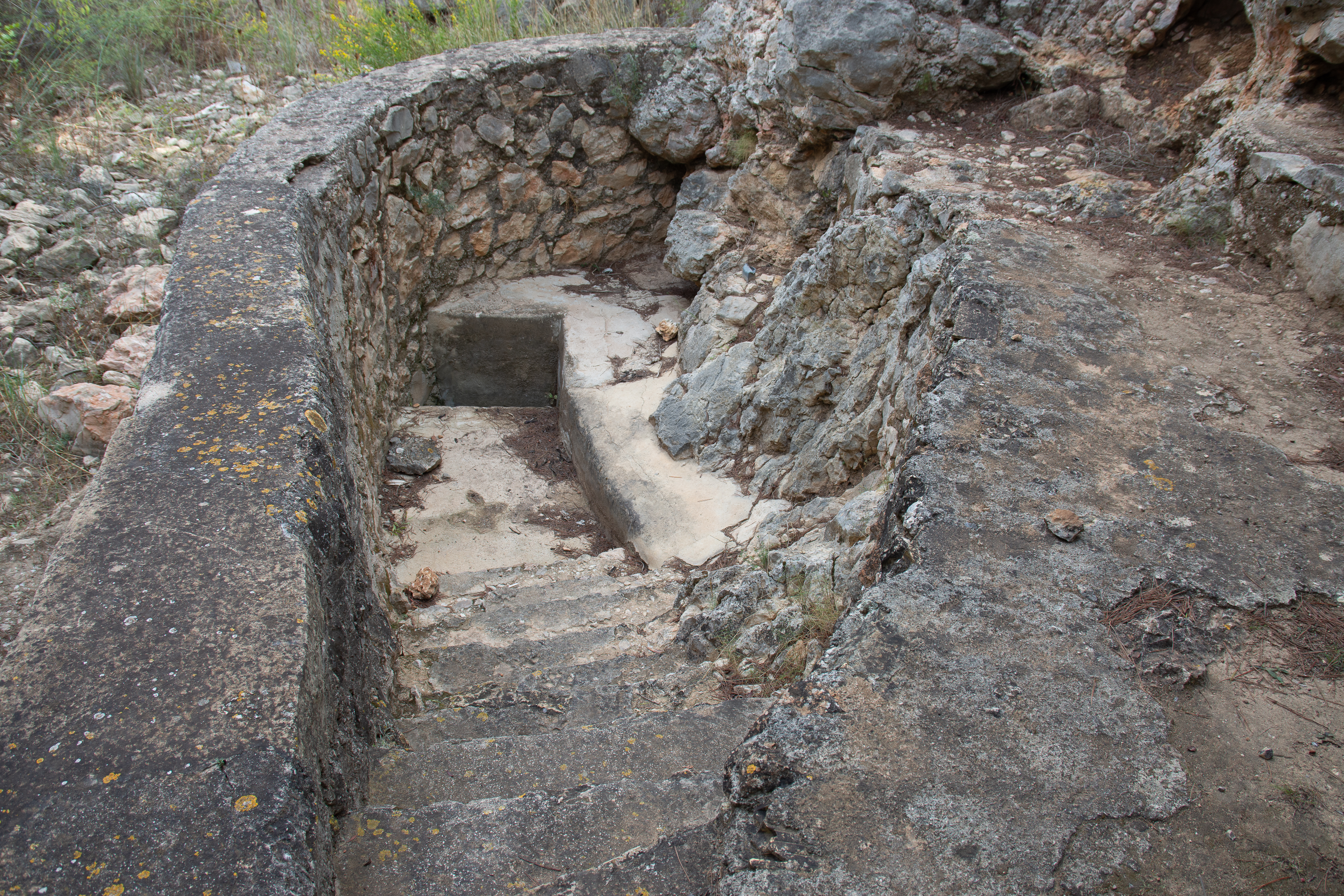
Font del Garroferet
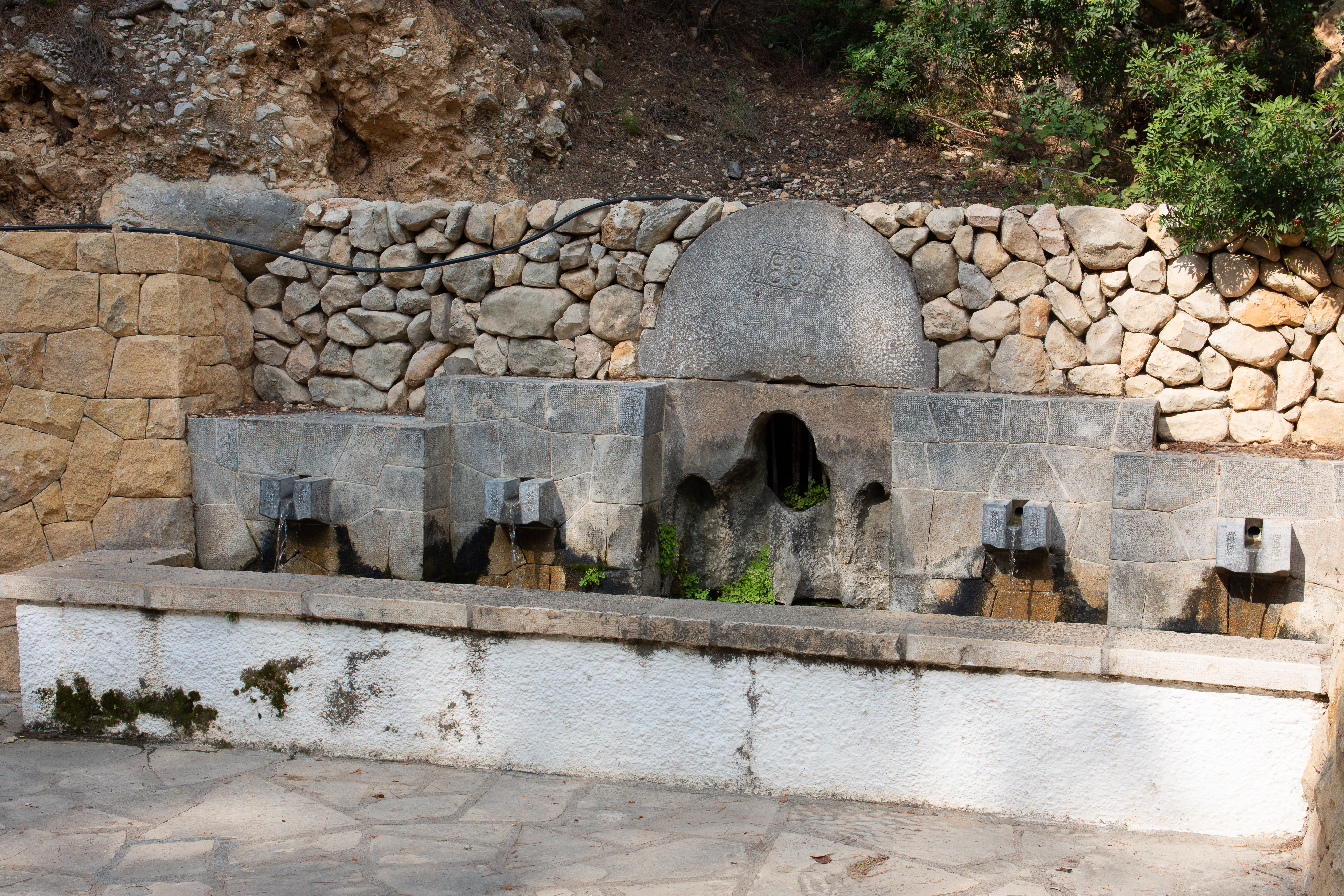
Font Gran
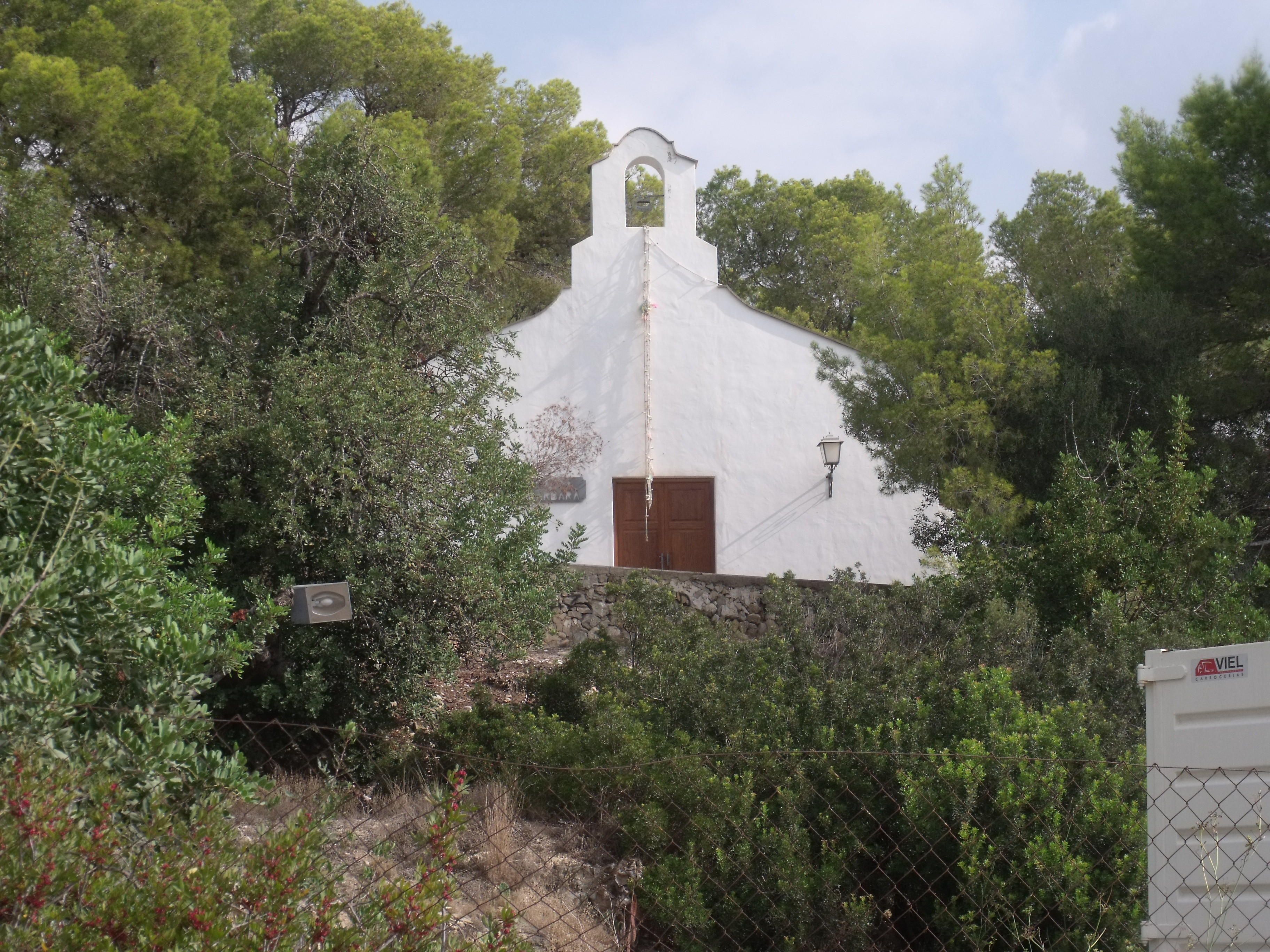
Ermita de Santa Bàrbara
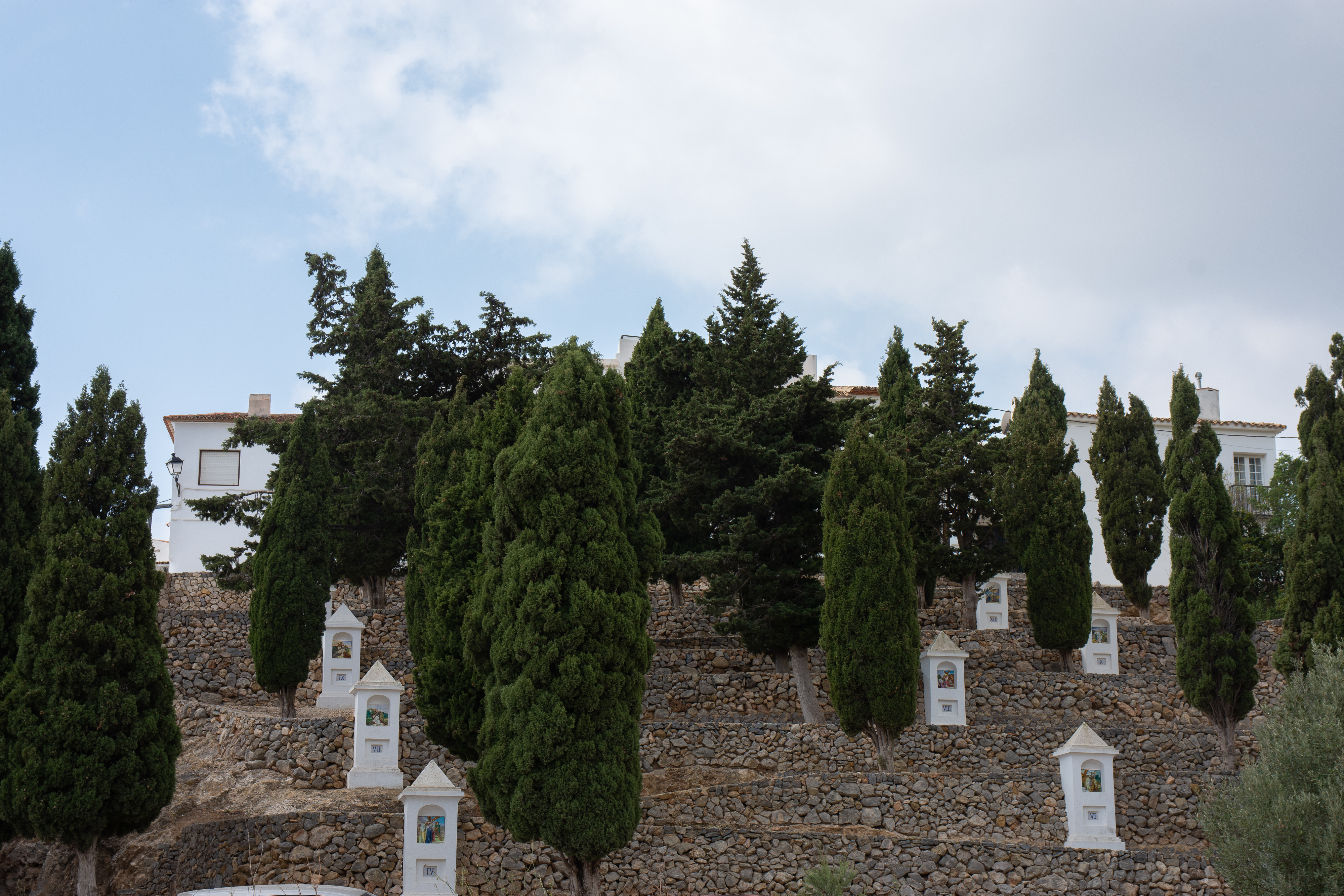
Via Crucis
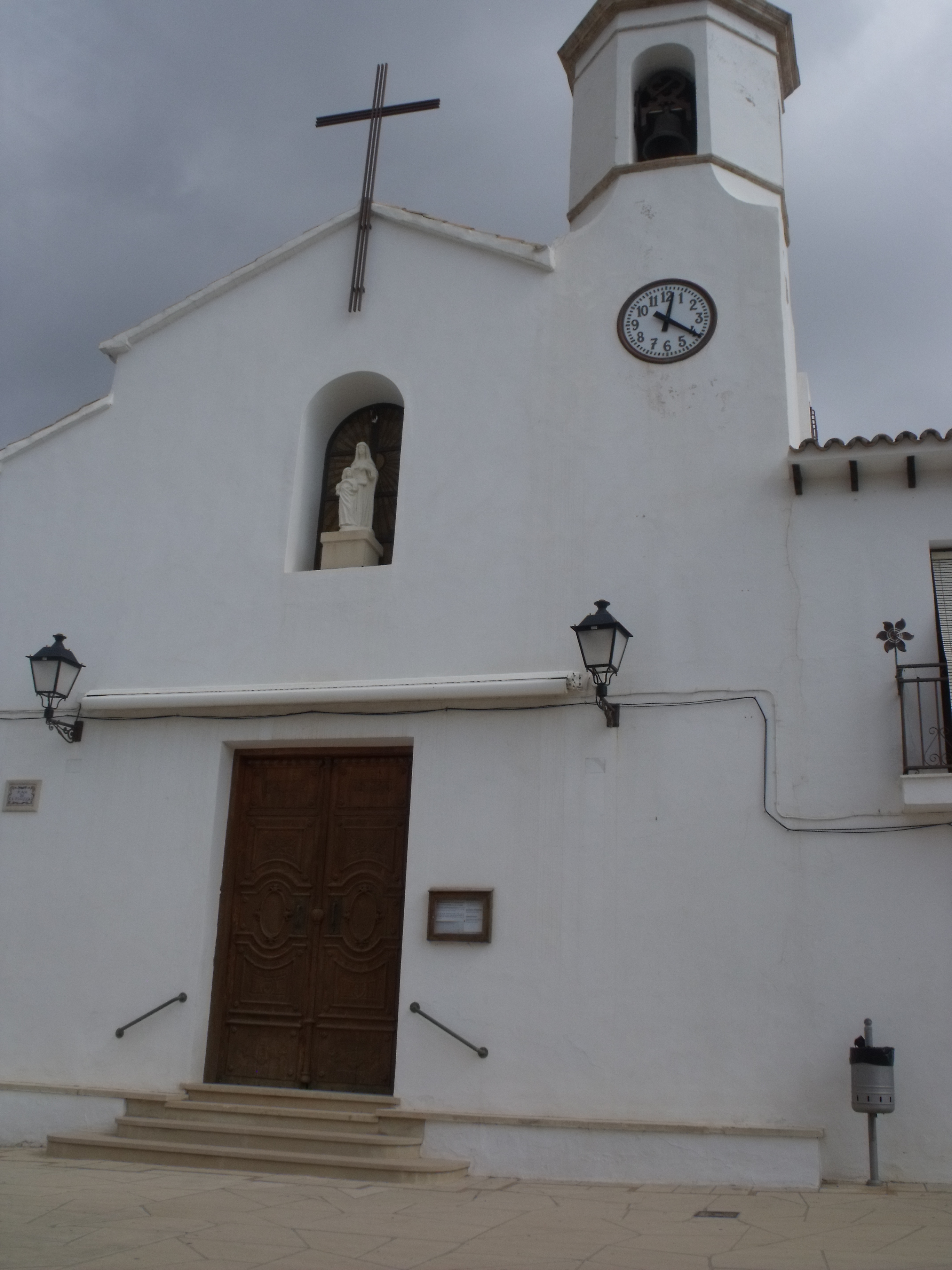
Església de Santa Anna
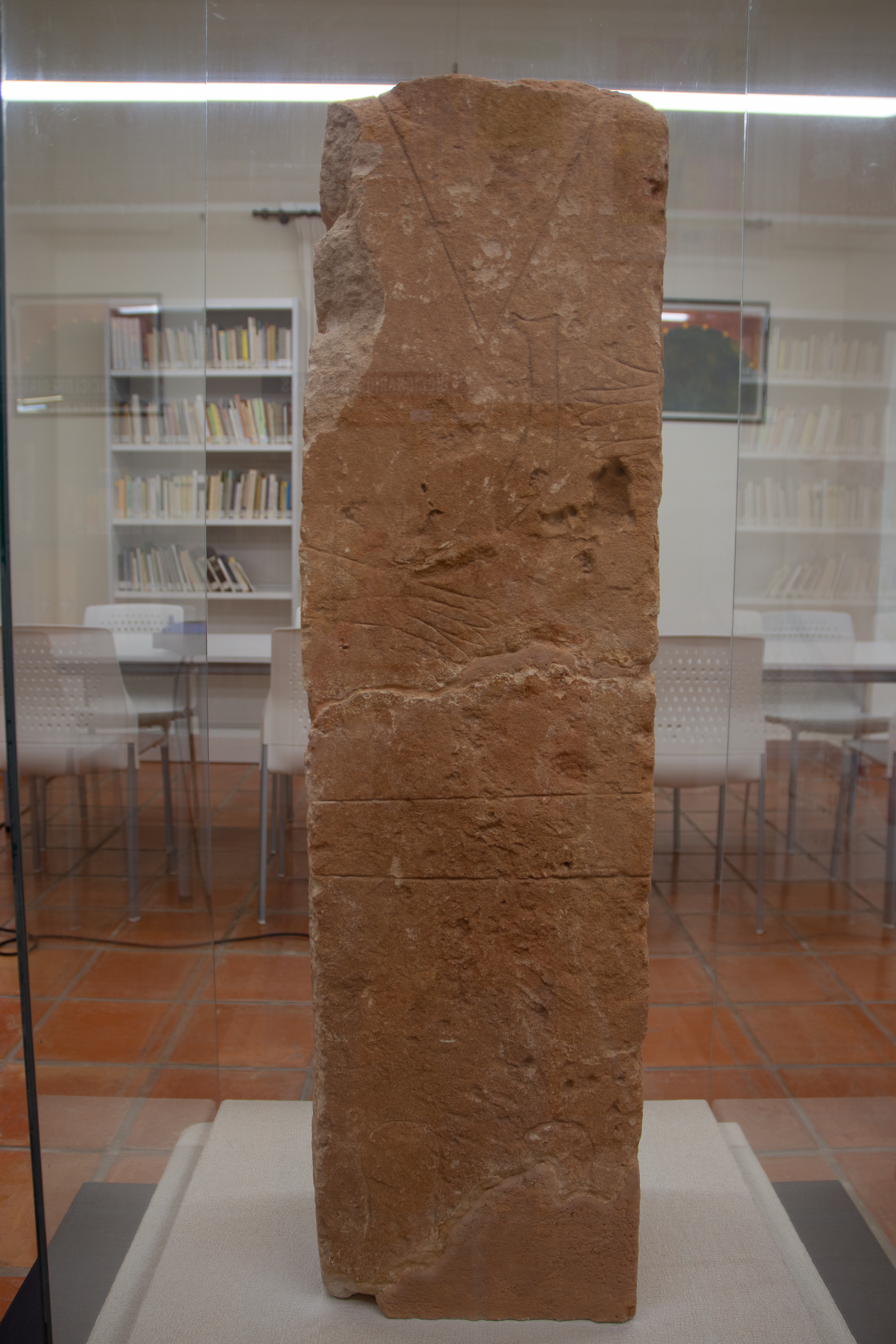
Estela funerària, conservada a la Casa de Cultura d'Altea

## Font del Garroferet
Pel vessant oest del poble corre el barranc d'Altea la Vella i a uns 400 metres al nord neixen dues fonts d'aigua potable que faciliten l'abastament d'aigua. La Font Gran i la Font del Garroferet.
Situada a les faldes de la muntanya, al costat del camí entre la serra i el nucli urbà d'Altea la Vella hi ha la Font del Garroferet. Hi ha referències d'aquesta font des del segle xvi.

## Patrimoni cultural
Destaca la seva necròpoli ibèrica, pròxima al Camí de Garroferet, coneguda ja al començament de segle xx per l'investigador Francesc Martínez. Va ser declarada Bé Immoble de Rellevància Local. El 1972 es va trobar una estela funerària d'un guerrer dels segles vi i v aC. La peça s'exhibeix a la biblioteca d'Altea.